# Diocesi di Dionisiopoli
La diocesi di Dionisiopoli (in latino: Dioecesis Dionysiopolitana) è una sede soppressa e sede titolare della Chiesa cattolica.

## Storia
Dionisiopoli, identificabile con Ortaköy nell'odierna Turchia, è un'antica sede episcopale della provincia romana della Frigia Pacaziana nella diocesi civile di Asia. Faceva parte del patriarcato di Costantinopoli e inizialmente era suffraganea dell'arcidiocesi di Laodicea; nel 553, con la divisione della Frigia Pacaziana, Dionisiopoli entrò a far parte della provincia ecclesiastica dell'arcidiocesi di Gerapoli.
La diocesi è documentata nelle Notitiae Episcopatuum del patriarcato di Costantinopoli fino al IX secolo. A partire dalla Notitia attribuita all'imperatore Leone VI e databile all'inizio X secolo la sede scompare dai documenti patriarcali, o perché soppressa oppure perché cambiò nome. Ramsay ritiene che la diocesi di Foba, che compare nel X secolo, possa aver sostituito Dionisiopoli o Anastasiopoli, entrambe non più presenti dal X secolo nelle Notitiae.
Sono noti solo tre vescovi di questa antica diocesi: Chares partecipò al concilio di Calcedonia del 451, Alessandro a quello di Costantinopoli del 553, e Basilio al concilio di Nicea del 787.
Dal XX secolo Dionisiopoli è annoverata tra le sedi vescovili titolari della Chiesa cattolica; la sede è vacante dal 28 gennaio 1983.

## Cronotassi

### Vescovi greci
- Chares † (menzionato nel 451)
- Alessandro † (menzionato nel 553)
- Basilio † (menzionato nel 787)

### Vescovi titolari
- Albert-Léon-Marie Le Nordez † (9 dicembre 1921 - 29 gennaio 1922 deceduto)
- Santiago López de Rego y Labarta, S.I. † (25 maggio 1923 - 23 agosto 1941 deceduto)
- Joseph Evrard † (25 luglio 1942 - 10 dicembre 1970 dimesso)
- Jean-Édouard-Lucien Rupp † (8 maggio 1971 - 28 gennaio 1983 deceduto)